# Кузнецов, Прокопий Иванович
Прокопий Иванович Кузнецов (27 июня 1914, Пермская губерния — 28 июля 1992, Барнаул) — наводчик 120-мм миномета 340-го стрелкового полка сержант — на момент представления к награждению орденом Славы 1-й степени.

## Биография
Родился 27 июня 1914 года в деревне Пальник, ныне Соликамского района Пермского края. Окончил 3 класса. В 1936—1938 годах проходил срочную службу в Красной Армии. Участник боев у озера Хасан в 1938 году. В последующие годы жил в городе Барнаул Алтайского края, работал в текстильном тресте.
В декабре 1941 года был вновь призван в армию. С того же месяца воевал на Центральном фронте. Стал минометчиком. В 1942 году был тяжело ранен. После госпиталя с маршевой ротой был направлен на Ленинградский фронт. Там определён заряжающим в минометную батарею 340-го стрелкового полка 46-й стрелковой дивизии, где служил до Победы.
В январе 1944 года в боях при прорыве блокады Ленинграда шёл в боевых порядках пехоты, непрерывно стреляя из миномёта. За мужество и отвагу был награждён медалью «За отвагу». В боях на подступах к городу Пскову был ранен, сделав перевязку, продолжал активно участвовать в бою. За бои на подступах к Пскову был награждён второй медалью «За отвагу». Летом 1944 года полк был переброшен на Карельский перешеек.
28 июня 1944 года при прорыве обороны противника в районе озера Керстилян-Ярви и его форсировании заряжающий 120-мм миномета рядовой Кузнецов вместе с остальными номерами расчета сержанта Тараева уничтожил орудие, пулемет и около 10 вражеских солдат. Приказом от 4 июля 1944 года награждён орденом Славы 3-й степени.
Очистив от противника северную часть Ленинградской области, 46-я стрелковая дивизия в сентябре 1944 года вела бои по освобождению от оккупантов Эстонии. 10 сентября 1944 года в боях у населенного пункта Вупакруули и на реке Аммэ наводчик миномёта Кузнецов поразил свыше 10 солдат, 37-мм пушку, пулемет, противотанковое ружье. Указом от 2 октября 1944 года был награждён орденом Славы 2-й степени.
16 января 1945 года в бою за город Пултуск в составе расчета уничтожил до 35 противников, разрушил минометным огнём до 30 метров проволочных заграждений, разбил дзот, уничтожил орудие и два ручных пулемёта, содействуя пехоте в наступлении.
Указом Президиума Верховного Совета СССР от 24 марта 1945 года за исключительное мужество, отвагу и бесстрашие, проявленные в боях с вражескими захватчиками сержант Кузнецов награждён орденом Славы 1-й степени. Стал полным кавалером ордена Славы.
День Победы воин встретил на острове Рюген. В 1945 был демобилизован в звании старшины.
Жил в городе Барнаул. Работал на меланжевом комбинате. Скончался 28 июля 1992 года. Похоронен на Михайловском кладбище города Барнаула.
Награждён орденами Отечественной войны 1-й степени, Славы 3-х степеней, медалями.
Имя увековечено на Мемориале Славы в городе Барнауле.